# Jan Karol Konopacki
Jan Karol Konopacki herbu Odwaga (ur. 1581, zm. 23 grudnia 1643 w Tyńcu) – biskup nominat warmiński, administrator apostolski diecezji sambijskiej, opat komendatoryjny w Wąchocku i w Tyńcu, wychowawca królewicza Aleksandra Wazy.

## Życiorys
Jego ojciec, Maciej, był wojewodą chełmińskim, a po owdowieniu – biskupem chełmińskim. Studiował w Akademii Krakowskiej. Jan Karol Konopacki od młodości wiele podróżował, zdobywał wykształcenie za granicą (Francja i Włochy), znał kilka języków obcych. W latach 1621–1627 był starostą dybowskim. Nauczyciel królewicza Aleksandra Wazy. Około 1631 przyjął święcenia kapłańskie i został mianowany opatem w Wąchocku (1635), a potem w Tyńcu (1643).

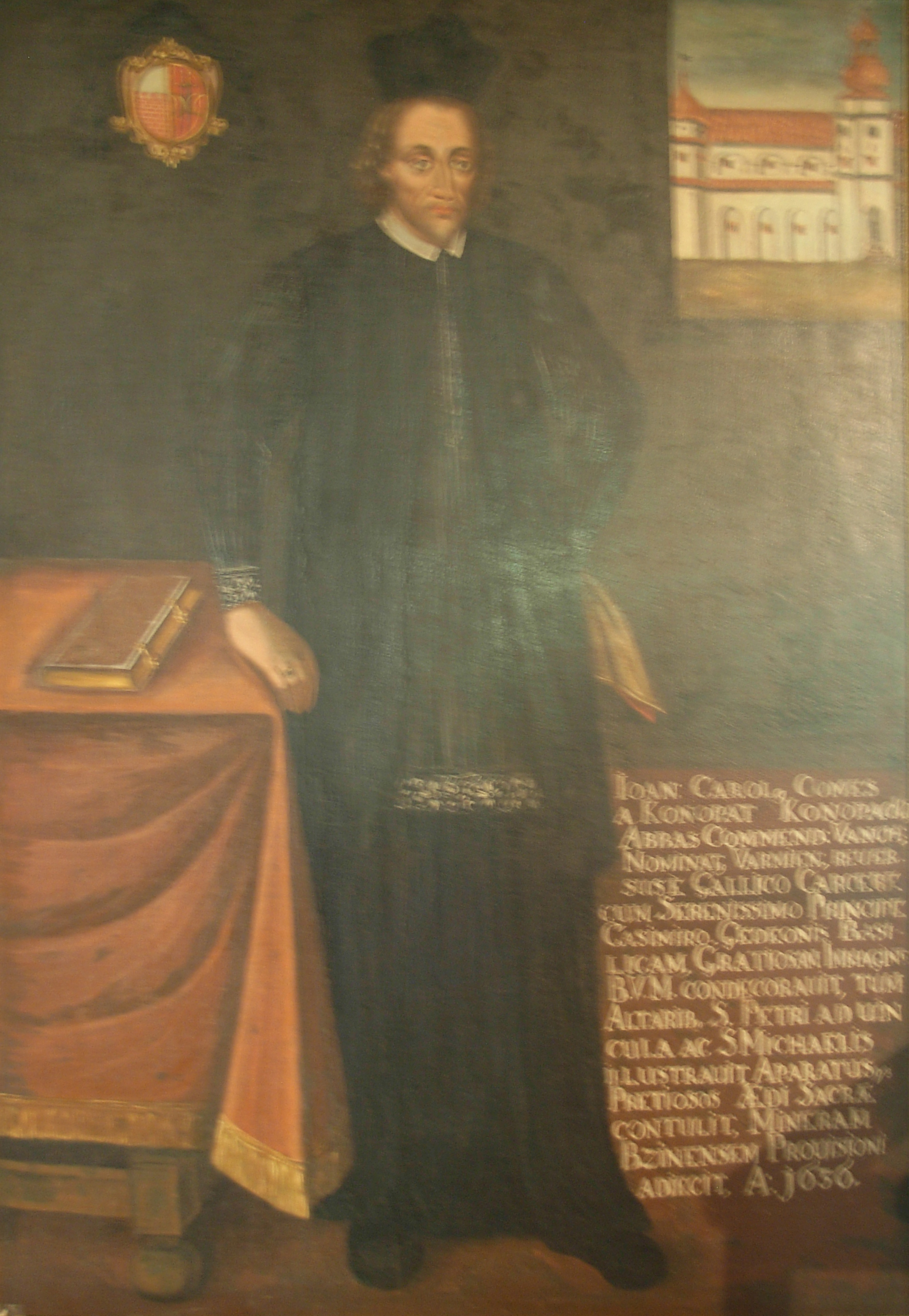

W latach 1638–1641 przebywał w Paryżu, początkowo z misją dyplomatyczną razem z królewiczem Janem Kazimierzem, następnie pozostawał przy boku aresztowanego królewicza oraz działał w prywatnej sprawie spadkowej. Po śmierci Jana Alberta Wazy zabiegał bezskutecznie o biskupstwo warmińskie, został jednak wysunięty na głowę tej diecezji przez króla po śmierci Mikołaja Szyszkowskiego w lutym 1643. Życzenie króla spełniła kapituła warmińska, przyjmując Konopackiego na kanonika 24 kwietnia, a następnie wybierając go na biskupa 6 maja 1643.
5 października 1643 wybór ten zatwierdził papież Urban VIII, mianując dodatkowo Konopackiego administratorem apostolskim diecezji sambijskiej. Nominat zmarł jednak już w grudniu w Tyńcu, nie doczekawszy się nadejścia bulli prekonizacyjnej.